# Мексиканска революция
Мексиканската революция (на испански: Revolución Mexicana) от 1910 – 1920 година е период от историята на Мексико, по време на който се води гражданска война, една от най-кръвопролитните в историята на човечеството. Според различни източници, загиналите са между 300 000 и 2 милиона, като населението на страната през 1910 година е 15 милиона. Революцията започва като въстание против военната диктатура на Порфирио Диас. В нея участват различни социалистически, либерални, анархистки, популистки и аграрни течения. Като резултат е създадена Конституцията на Мексико от 1917 година.
Революцията започва на фона на мащабно недоволство срещу елитарната и олигархичната политика на Диас, която облагодетелства само заможните земевладелци и индустриалците. Когато през 1908 г. той обявява, че приветства демократизирането на мексиканския политически живот и загатва кандидатурата си за седми мандат като президент през 1910 г., Франсиско Мадеро изниква като лидер на опозицията и обявява, че ще се кандидатира. Диас нарежда той да бъде арестуван и се самообявява за победител след символични избори. След като Мадеро е освободен от затвора, той публикува план от Сан Антонио, Тексас, в който призовава за въстание на 20 ноември. Въстанието се проваля, но запалва надежда в много части от страната. На север, Паскуал Ороско и Панчо Виля мобилизират неизрядните си армии и започват да нападат правителствени гарнизони. На юг, Емилиано Сапата води кървава кампания срещу местните политически босове. През пролетта на 1911 г. революционните сили превземат Сиудад Хуарес, принуждават Диас да подаде оставка и обявява Мадеро за президент.
Режимът на Мадеро залита от самото начало. Сапата се обръща срещу него, разгневен от провала му незабавно да възстанови земите, които са били отнети от индианските им собственици. Ороско, който първоначално подкрепя Мадеро, също е недоволен от бавния ход на реформите при новото правителство и започва революционно движение на север. Впоследствие правителството на САЩ също се настройва срещу Мадеро, опасявайки се, че новият президент е твърде отстъпчив пред бунтовническите групи и че потенциална гражданска война в Мексико би застрашила американските бизнес интереси там. Напрежението достига връх, когато поредната бунтовническа сила, предвождана от Феликс Диас (племенник на бившия диктатор), влиза в сблъсък с федералните войски в Мексико Сити, който е под командването на Викториано Уерта. На 18 февруари 1913 г., след деветия ден на сраженията (т.нар. „Трагична декада“), Уерта и Диас се сещат в офиса на американския посланик Хенри Лейн Уилсън и подписват пакт, в който се съгласяват на заговор срещу Мадеро и за установяване на Уерта като президент. На следващия ден Уерта встъпва в длъжност като президент, Мадеро е арестуван и е убит няколко дни по-късно.
Опозицията срещу пияното и деспотично управление на Уерта нараства на север и се оформя неспокоен съюз между Панчо Виля, Алваро Обрегон и Венустиано Каранса, които призовават за оставка на Уерта. През пролетта и лятото на 1914 г. бунтовническите сили обграждат Мексико Сити и принуждават Уерта да избяга в изгнание. Каранса се самообявява за президент на 20 август, въпреки възраженията от страна на Виля. Следва анархия и кръвопролития, докато Виля, Обрегон и Сапата не провеждат конгрес, на който е решено, че съперничеството между Виля и Каранса прави реда невъзможен, поради което е избран Еулалио Гутиерес за временен президент. Виля се ползва с подкрепата на Сапата и поддържа Гутиерес. Обрегон, обаче, се съюзява с Каранса и влиза в кървава битка с Виля през април 1915 г. в град Селая. Скоро след това Сапата и Виля губят позициите си. Виля обвинява за загубата си подкрепата на американския президент Удроу Уилсън за Каранса и се впуска във вендета срещу американците в Мексико и в американските гранични градове. През януари 1916 г. той екзекутира 17 американски граждани, а два месеца по-късно напада град Кълъмбъс, Ню Мексико, убивайки 17 американци. Удроу Уилсън впуска генерал Джон Пършинг в безрезултатна гонитба из мексиканските хълмове.
Каранса, който отново е станал президент, надзирава съставянето на конституцията от 1917 г., която предоставя диктаторска власт на президента, но дава право на правителството да конфискува земи от заможните земевладелци, гарантира правата на работниците и ограничава правата на римокатолическата църква. Каранса остава на власт, отстранявайки тези, които му се противопоставят (Сапата е убит през 1919 г.), но през 1920 г. опозицията взема връх, когато той се опитва да потуши железничарска стачка в Сонора. Изоставен от повечето си поддръжници, включително и Обрегон, той е убит, докато се опитва да избяга от столицата на 21 май. Адолфо де ла Уерта става временен президент, а през ноември Обрегон е избран за нов президент.
Много историци считат 1920 г. за края на революцията, но спорадични изблици на насилие и сблъсъци между федерални войски и различни бунтовнически сили продължава до идването на власт на президента Ласаро Карденас през 1934 г., който институционализира реформите, за които се водят битки през революцията и са легитимирани от конституцията през 1917 г.
Населението на Мексико по това време е 15 милиона души, а жертвите са много, макар оценките на цифрите да варират в широки граници. Вероятно, около 1,5 милиона души загиват, а около 200 000 души емигрират, най-вече в САЩ. Въоръженият конфликт често се смята за най-важното обществено-политическо събитие в Мексико и за една от най-големите социални промени през 20 век. Тя довежда до важна програма на експериментиране и реформи в обществената организация.